# Karl Glatt
Karl Glatt (né le 1er août 1912 à Magden, mort le 27 avril 2003 à Bâle) est un peintre suisse.

## Biographie
Karl Glatt est l'un des cinq enfants du menuisier Gustav Glatt et de son épouse Maria Gisin et grandit à Birsfelden. Après un apprentissage de graphiste interrompu, il va de 1932 à 1934 à l'académie des beaux-arts de Vienne et est l'élève de Karl Sterrer. En 1937, il s'installe à Bâle en tant qu'artiste. Il est un fondateur de Kreis 48 (de) qu'il quitte en 1952. Plus tard, il rejoint la Société des peintres, sculpteurs et architectes suisses. De 1961 à 1964, il est membre de la Commission fédérale des beaux-arts.
Dans ses premières années d'artiste, il visite le sud de la France, l'Espagne, Ibiza et les îles Canaries, où il peint des aquarelles de paysage. En 1956, il acquiert une maison dans le canton du Jura, dont les paysages l'inspireront toute sa vie.

## Œuvre
Karl Glatt devient connu comme peintre paysagiste des Franches-Montagnes dans le Jura. La première peinture est caractérisée par un style émouvant et expressif, plus tard son style de peinture change vers des formes plus plates, abstraites. Pendant la Seconde Guerre mondiale et jusque vers 1950 il a aussi un style de peinture aux tons gris comme d'autres peintres du Kreis 48.
Glatt compose des fresques lisses et de grand format à l'intérieur et à l'extérieur des murs des bâtiments publics de la région de Bâle, comme Ulysse échoué sur les falaises des Phéaciens à l'université. Dans les années 1970, il combine des éléments d'écriture graphique avec des motifs figuratifs. Une série tardive Couples d'amoureux présente les gens dans leur relation les uns aux autres, parfois dans des couleurs intenses et dans un mouvement circulaire. Ses œuvres tardives comprennent des compositions qu'il appelle Formes et couleurs végétatives. Le point de départ de ces images est une couronne décorée de boucles de ruban, qu'il reçoit à la mort de sa femme. Il développe ces compositions dans des configurations de plus en plus abstraites, parfois réminiscentes des graffitis.

## Source de la traduction
- (de) Cet article est partiellement ou en totalité issu de l’article de Wikipédia en allemand intitulé « Karl Glatt » (voir la liste des auteurs).